# Algaevő harcsa

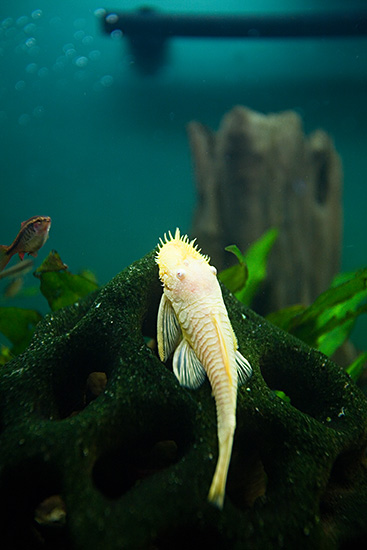
Albinó hím algaevő harcsa

Az algaevő harcsa (Ancistrus) a sugarasúszójú halak (Actinopterygii) osztályának harcsaalakúak (Siluriformes) rendjén belül a tepsifejűharcsa-félék (Loricariidae) családjának egyik neme.
A legkedveltebb akváriumi halak közé tartozik. Tartása és szaporításuk nem túl bonyolult, ritkán betegszik meg, mivel a legtöbb akváriumi betegségnek ellenáll. Egyik legismertebb fajtája az akvaristák körében a Temminck algaevő harcsa (Ancistrus temminckii), amit éppen népszerűsége okán az akvaristák egyszerűen ancinak neveznek.

## Nevének eredete
Az Ancistrus elnevezést a görög agkriston (horog) szóból, kapta, utalva a szívószája miatti jellegzetes fejállására.

## Származásuk, elterjedésük
Az Ancistrus fajok Dél-Amerika északi és középső részeiből származnak, Suriname-tól Río de la Platáig. Két faj, az A. centrolepis és az A. chagresi Panamában él. Igazi troglodita (baslanglakó): három faj:
- A. cryptophthalmus,
- A. galani és
- A. formoso.[5][5][6] Azek az egyedüli ismert  loricariidák, amelyek a föld alatti életmódhoz alkalmazkodtak.[5]

A kereskedelemben általában hibrideket forgalmaznak.
A legtöbb faj folyóvizekben él, bár az általuk benépesített élőhelyek sokfélék a sebes folyású folyóktól az árterületek állóvizeiig és a mocsarakig.

## Megjelenése,felépítése
Kifejlett mérete: 15 centiméter. Tipikus a többé-kevésbé háti-hasi irányban lapított testforma, és a szívószáj sok apró foggal. Az interopercularis csont a kopoltyúfedőn felállítható fogacskákkal teli. Az opercularis csont többnyire szabadon mozgatható. A harcsák oldalát csontpáncéllemezek védik, amelyek sokszor szintén csontfogakat viselnek. A has és a fej elülső része csupasz. A legfeltűnőbb jellegzetességük a fej elülső részének tapogatói, amelyek több faj hímjein elágaznak. A nőstényeken kisebbek, vagy teljesen hiányoznak. A hímek hátuszonya is csonttüskés, és pofájukon kiölthetők a csonttüskék, amelyek a nőstényekről hiányoznak. Színük szürke, barna vagy fekete, amit gyakran fehér vagy sárga pontok tarkítanak.  A legtöbb tepsifejűharcsa-féle mintegy 30 cm hosszúra nő meg, de az algaevő harcsák mérete általában ennek fele, ami alkalmassá teszi őket arra, hogy kisebb akváriumokban is megéljenek.

## Életmódja, élőhelye
Igényelt vízhőmérséklete 23-27 °C, pH: 6,5–7,2. A víz keménysége 2,8–11,2NK° (német keménységi fok).
Mindenevőek, bármilyen táplálékot elfogyasztanak, de feltétlenül szükségük van növényi táplálékra is (pl.: főtt cukkinira, spirulina tablettára). Nevükből arra utal, hogy igen sok algát is megesznek. Kedvelik a gyökereket, amiket táplálékkiegészítőnek esznek. Ha elég búvóhely van az akváriumban, akkor elég sok fajjal együtt tudnak élni, fajtársaikkal szemben azonban a hímek különösen agresszívak lehetnek, főleg a szaporodási időszakban. Nem járnak rajokban. Elég félénkek és majdnem egész nap rejtőzknek. Talajlakók, csak ritkán és rövid szakaszokra úsznak fel. A fiatalok jóval többet tartózkodnak a felszínen, ezért a madarak könnyű zsákmányai. Módosult gyomruk képes az oxigén felvételére,  így akkor is túlélnek, ha a víz oxigénszintje alacsony.

### Szaporodása

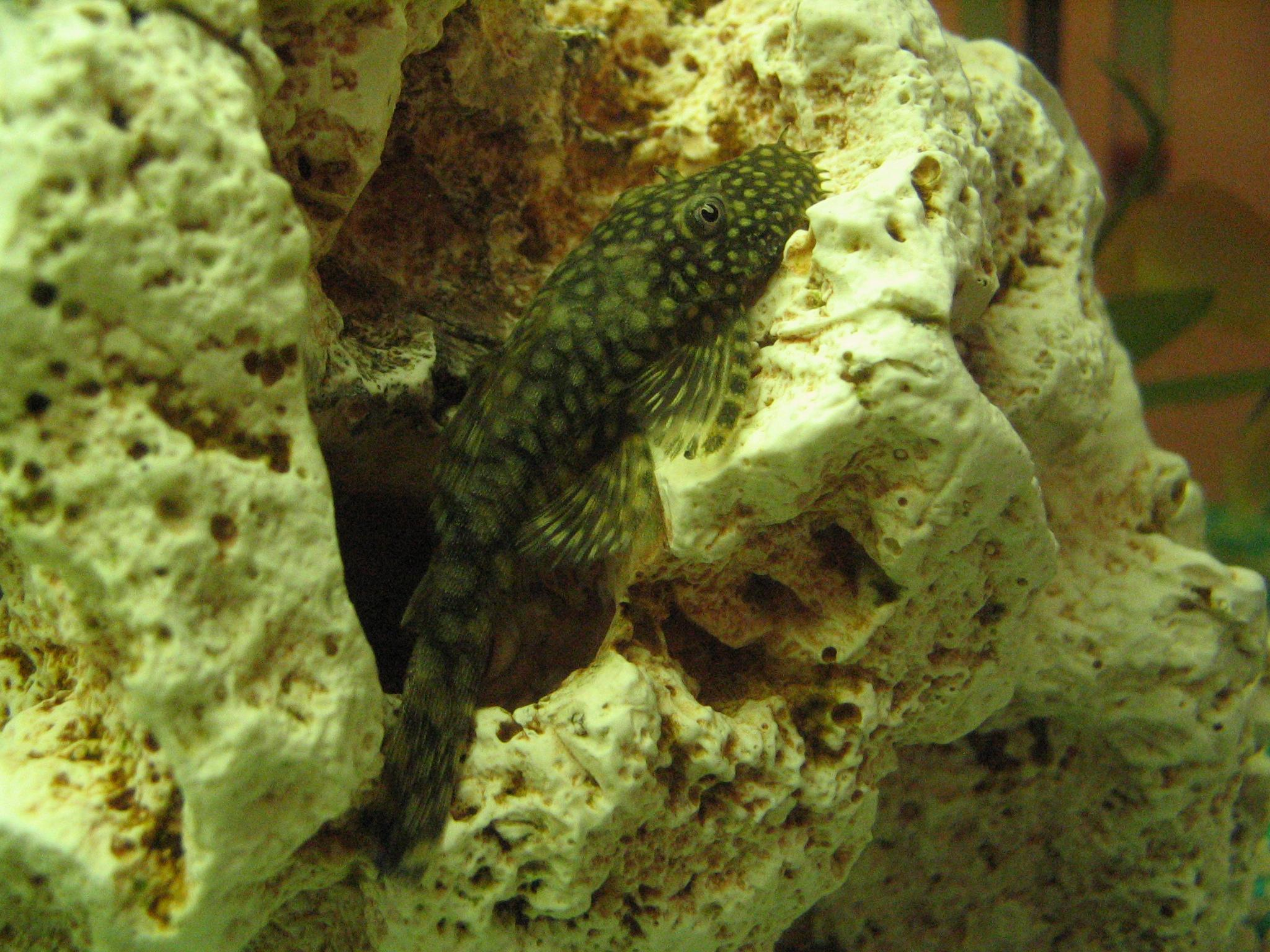
Ancistrus sp. egy üreg bejáratánál

A hímek revírt foglalnak, és védelmezik egymással szemben. Erőfitogtatásként elúsznak egymás mellett párhuzamosan, fejjel a farokkal szemben. Csonttüskéiket kimeresztik. Ha az erőfitogtatás nem használ, akkor egymás körül úsznak, és fejre támadnak. Ha a behatoló győz, akkor az előző hím utódainak sorsa az ő döntésén múlik. Nem biztos, hogy megeszi őket, mivel a hím vonzerejét növeli, ha ikrákat vagy ivadékokat őriz. A tapogatókról feltételezik, hogy a szikanyagon élő utódokat utánozzák. A hímek akár ikrákat is lopnak egymástól vonzerejük növeléséért.
A lágy vizet szereti, ezért még ajánlatosabb gyökeret tenni az akváriumba, mivel ez lágyítja a vizet. A hím kitakarítja az üregét, amit a nőstény megtekint. Az odú gazdája kiterjesztett uszonyokkal kíséri őt az üreghez. Amíg a nőstény megtekinti az üreget, addig a hím mellette marad. A nőstény 20–200 narancssárga, 3 mm-es ikrát rak az üreg „mennyezetére” vagy hasonlóan rejtett helyekre, ezek után a hím őrzi, tisztogatja őket. Kiválogatja közülük a betegeket, és gondoskodik a szellőzésről. A hím több anyától is  szerezhet ikrákat, az üregben egyszerre és az ikrától a szabadon úszó ivadékig többféle ivadék is jelen lehet. Az utódok 4–10 nap múlva kelnek ki, az üreget 7–10 nap múlva hagyják el, miután felélték szikanyagukat. Az ivadék kikeléséig a hím nem vagy csak alkalmanként, rövid időre hagyja el az üreget táplálékszerzésre. Átlag 50–100 ivadék kel ki egy ikrázásból. Élettartamuk megfelelő gondozás esetén 12 év.

### AZ „anci ” és rokonainak tartása

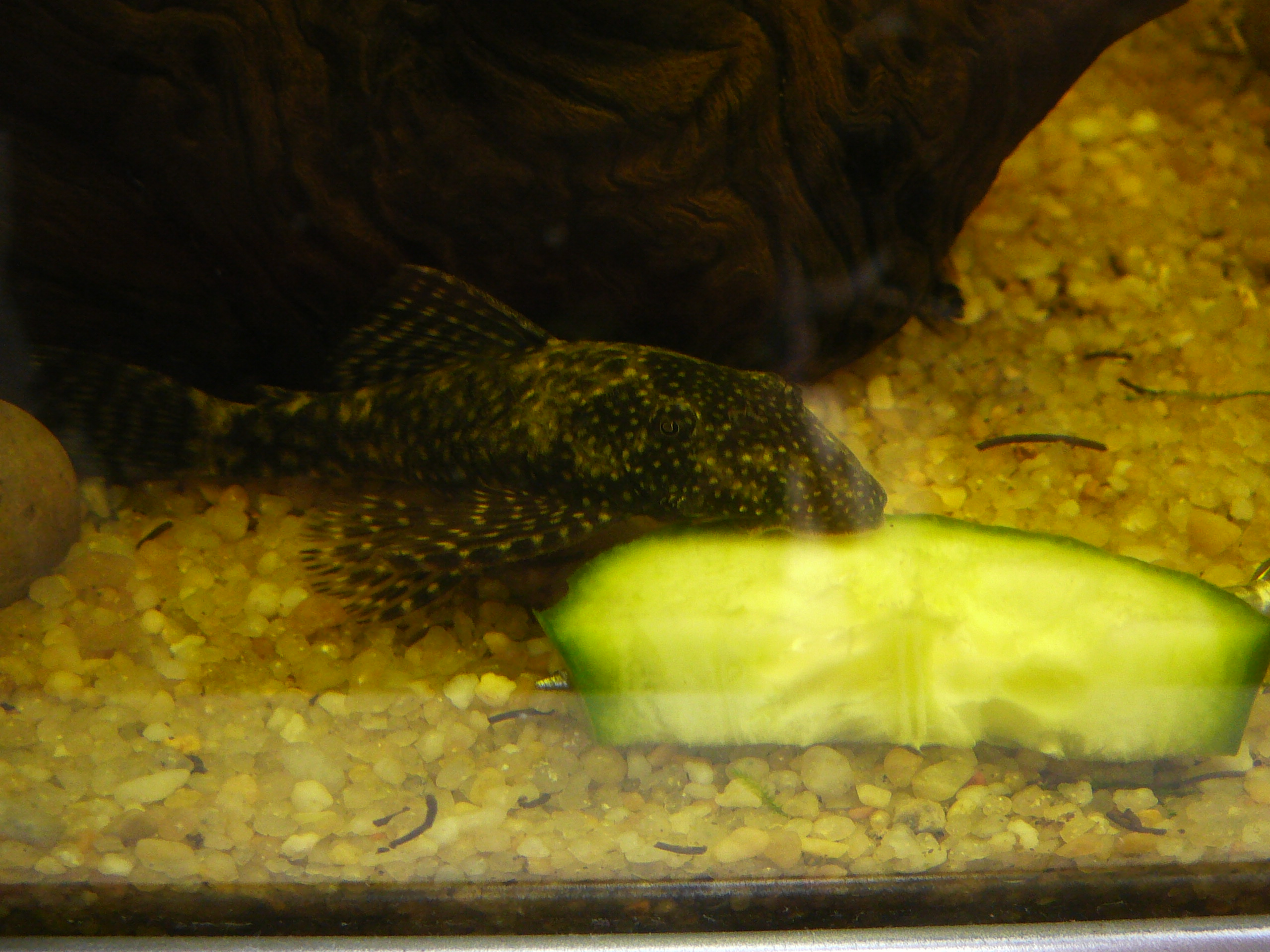
Nőstény Ancistrus uborkaszelettel

Kedvelt akváriumi hal, mivel megeszi az algát és kisebb közeli rokonainál. Jól tűri a különféle vízminőséget és más fajok társaságát. és Könnyen szaporítható. Színe többnyire barna, de egyes fajok tarkábbak, és sötét alapon sárga pöttyösek. Gyakoriak az örökletes albínók is.
Régebben többnyire két faj volt elérhető: az  Ancistrus cirrhosus és az Ancistrus temminckii. Ma már több faj is kapható, de a pontos azonosításuk nem egyszerű.
Etetésük egyszerű. Főként algát és más, a felszínen növő növényeket eszik, de adhatunk neki szárított algát, haleleséget, férgeket és rovarlárvákat is. Ha nincs növényzet az akváriumban, akkor algaostyákkal kell pótolni a zöldséget, különben éhen hal. Az alultápláltságot a behorpadó has jelzi.
A fadarabok alkalmas rejtekhelyek. Más növényi anyagok hiányában elengedhetetlen a fa, mivel segít megemészteni a fehérjegazdag tápot. A nemeket könnyű megkülönböztetni, a hímnek pofáján feltűnő tüskés bőrkinövés alapján. Általában közös akváriumban is szaporodnak. Tenyésztésükhöz elég egy alkalmas üreg. A kicsiket minél előbb rakjuk külön egy kisebb, szaporító akváriumba.
Óvatosnak kell bánni a töviseikkel. Bár sérülést ritkán okoznak, de beakadhatnak a nem természetes anyagokba, például a szivacsokba.

## Akvarisztikai kódok
1988-ban egy új kódrendszert vezettek be az akvaristák számára, az úgynevezett L-számokat. Ennek az volt az előzménye, hogy különböző, részben még nem leírt új fajokat importáltak. A  kódban az "L" a Loricariidae családnévre, a szám a DATZ-ban felsorolt fajokra utal.

## Fordítás
- Ez a szócikk részben vagy egészben  az   Antennen-Harnischwelse című német Wikipédia-szócikk fordításán alapul.  Az eredeti cikk szerkesztőit annak laptörténete sorolja fel. Ez a jelzés csupán a megfogalmazás eredetét és a szerzői jogokat jelzi, nem szolgál a cikkben szereplő információk forrásmegjelöléseként.
- Ez a szócikk részben vagy egészben  az   Ancistrus című angol Wikipédia-szócikk fordításán alapul.  Az eredeti cikk szerkesztőit annak laptörténete sorolja fel. Ez a jelzés csupán a megfogalmazás eredetét és a szerzői jogokat jelzi, nem szolgál a cikkben szereplő információk forrásmegjelöléseként.